# The Lost Time
The Lost Time (잃어버린 시간?, Irh-eobeorin siganLR) è il terzo EP del gruppo musicale sudcoreano Buzz, pubblicato il 10 marzo 2021.

## Descrizione
L'EP è stato annunciato il 25 febbraio 2021 sui canali social del gruppo, mentre il giorno successivo è stato rivelato il titolo della canzone apripista, Analogue. La tracklist, composta da sei pezzi, è stata svelata il 1º marzo, e il 5 marzo è stata caricata online un'anteprima dell'opera.
Secondo il comunicato stampa della casa discografica, The Lost Time contiene un messaggio di conforto e sostegno rivolto alle persone che attraversano momenti caotici. Il suo leitmotiv è la perdita di significato delle cose con il passare del tempo, trattato in Analogue, che apre il disco con un sound band tune allegro. Because It's You è una rock ballad, Lighthouse parla di un amore profuso generosamente come la luce di un faro, Rain ha un sound rock e un'atmosfera speranzosa, Consolation contiene messaggi affettuosi, mentre Tomorrow Is combina una distorsione alla melodia. I membri dei Buzz hanno scritto e composto tutti i pezzi, mentre Lee Sang-joon e Cha Gil-wan l'hanno prodotto.
Inizialmente nel disco era inclusa anche una settima traccia, Dreaming, poi rimossa perché diversa dalle altre canzoni e pubblicata separatamente come singolo il 13 aprile 2021.

## Promozione
Il frontman dei Buzz Min Kyung-hoon ha eseguito Analogue live per la prima volta al programma Aneun hyeongnim della JTBC il 6 marzo 2021. Il video musicale della canzone è stato caricato su YouTube in contemporanea con l'uscita del disco.

## Tracce
Testi e musiche dei Buzz.
1. Analogue (아날로그?, AnallogeuLR) – 3:34
2. Because It's You (그대라서?, GeudaeraseoLR) – 3:59
3. Lighthouse – 5:23
4. Rain (비?, BiLR) – 3:52
5. Consolation (위로?, WiroLR) – 3:44
6. Tomorrow Is (내일은?, Nae-ir-eunLR) – 3:22

## Formazione
Crediti tratti dalle note di copertina.
Gruppo
- Kim Ye-joon – batteria
- Yoon Woo-hyun – chitarra
- Shin Joon-ki – basso, controcanto (traccia 6)
- Son Sung-hee – chitarra
- Min Kyung-hoon – voce

Produzione
- Cha Gil-wan – arrangiamenti, programmazione, piano (tracce 2, 4)
- Chae Eul – controcanto (tracce 1, 4-6)
- Jung Gi-hong – registrazione archi
- Kang Myung-soo – arrangiamento archi (tracce 3-4)
- Kim Kap-soo – registrazione, missaggio
- Kim Ui-seok – arrangiamento archi (traccia 2)
- Kwon Nam-woo – mastering
- Lee Chan-mi – assistenza registrazione archi
- Lee Gun-ho – registrazione batteria
- Lee Hee-soo – registrazione batteria
- Lee Sang-joon – arrangiamenti, controcanto (tracce 1, 4-6), sintetizzatore (tracce 1-2, 4-5)
- Yung String – archi (tracce 2-4)

## Successo commerciale
The Lost Time ha venduto 2 112 copie in Corea del Sud durante i primi tre giorni di disponibilità.

## Classifiche
| Classifica (2021) | Posizione massima |
| ----------------- | ----------------- |
| Corea del Sud     | 33                |